# Căzănești
Căzănești je rumunské město v župě Ialomița. V roce 2011 zde žilo 3 271 obyvatel.